# Hincksina flustroides
Hincksina flustroides is een mosdiertjessoort uit de familie van de Flustridae. De wetenschappelijke naam van de soort is voor het eerst geldig gepubliceerd in 1877 door Hincks.